# Club de servei
Un club de servei és un tipus de club formalment organitzat per persones que, sobre la base de valors compartits i de les relacions d'amistat dins del club, es comprometen junts pel bé dels altres; aquest compromís es basa en raons humanitàries, socials, de salut, culturals o educatives. Els clubs de servei no tenen una orientació religiosa o política; no estan limitats per fronteres nacionals i posen l'accent en el valor i el significat de l'amistat internacional.

## Estructura i finalitat
Els clubs de servei tradicionals existeixen en gairebé tots els països del món. Els clubs individuals pertanyen a federacions mundials tals com el Rotary International o el Soroptimist Internacional, que administren i gestionen les estructures i normes comunes, constituint la plataforma per a les trobades internacionals i organitzant iniciatives humanitàries de grans dimensions que no pot ser suportades per clubs individuals. En cap cas els membres pertanyen a l'organització internacional, però sempre ho són d'un club local individual.
Depenent de la dimensió de l'organització individual hi ha nivells addicionals de jerarquia entre els clubs individuals i la relativa organització mundial; sovint existeixen els anomenats districtes, les dimensions dels quals en molts casos se situen entre la grandària d'una regió i un grup d'estats, però, rares vegades es corresponen amb territoris polítics o administratius.
Les funcions importants en el club (per exemple, les del president), en el districte (dirigit per un governador) o de la Federació Internacional (també presidida per un president), s'assignen mitjançant votació i són sempre nomenaments honorífics de durada limitada, en general de dotze mesos.
Els clubs de servei més coneguts són els clubs Rotary International, Clubs de Lleons i Kiwanis, Zonta i Soroptimist.
Normalment no estan previstes les sol·licituds d'entrada per formar part d'un club de servei, cada club tria als seus propis membres, en general a la zona geogràfica de la seva competència; la majoria de les vegades s'inicia a partir de la proposta presentada per un membre, i només amb el consentiment de tots els socis el candidat pot efectivament entrar a formar part del club. Una condició important per a l'entrada en el club és l'activitat professional: el club ha d'unir a representants del major nombre possible de professions, reflectint en tant que sigui possible a tots els sectors professionals significatius presents a la zona; aquesta varietat ofereix a cada soci interessants interlocutors amb altres professions. Altres condicions importants són els personals de les quals en particular, es nomenen l'ètica personal i professional, la tolerància i la disposició per a la col·laboració i prestació de serveis a favor del proïsme. Contràriament a un prejudici generalitzat, uns ingressos o patrimoni particularment alts que permetrien sustanciosas donacions, no són un criteri per a l'admissió; d'una altra manera, els grups amb major nivell de formació estan representats en els clubs en proporcions molt superiors a la proporció habitual en la població general.
Les reunions periòdiques (en el Rotary una vegada per setmana i en alguns clubs de servei, fins i tot amb menor freqüència) han de fomentar l'amistat dels membres entre si, considerada un element essencial de la vida del club; també s'ofereixen oportunitats per a activitats culturals; sovint es tracta de conferències a càrrec dels membres, encara que també de conferenciants externs. En les reunions, en molts casos organitzades com a reunions de convivència, es parla dels problemes que afecten al club i, en particular, de les accions de servei del mateix club. La participació en les reunions és, en principi, obligatòria; segons cada club aquesta assistència està en major o menor mesura reclamada i controlada. Almenys en teoria, és possible l'expulsió del club per una participació insuficient.

## Història
La història dels clubs de servei comença el 23 de febrer 1905 a Chicago. El jove advocat Paul Harris amb tres amics va celebrar la primera reunió de l'associació que poc després es va denominar Rotary Club; al contacte social desitjat entre les persones que pertanyien a diferents professions aviat es va unir la finalitat benèfica dirigida cap a l'exterior. En el curs d'uns pocs anys van ser fundats Clubs Rotarios en altres ciutats dels Estats Units i altres països. L'ideal del servei, del Servei a favor de la comunitat, hauria estat inspirat per les associacions de dones de la segona meitat del segle xix.

## clubs de servei més coneguts
- Rotary International (fundat en 1905, 1,2 milions de socis)
- Kiwanis International (fundat en 1915, 550.000 socis)
- Civitan International (fundat en 1917, 50.000 socis)
- Lions Clubs International (fundat en 1917, 1,35 milions de socis)
- Zonta International (fundat en 1919, 33.000 socis)
- Soroptimist International (fundat en 1921, 93.000 socis)
- Round Table International (fundat en 1927, 100.000 socis)
- Ambassador Club International (fundat en 1956, 4.200 socis)